# Burg Korlátka

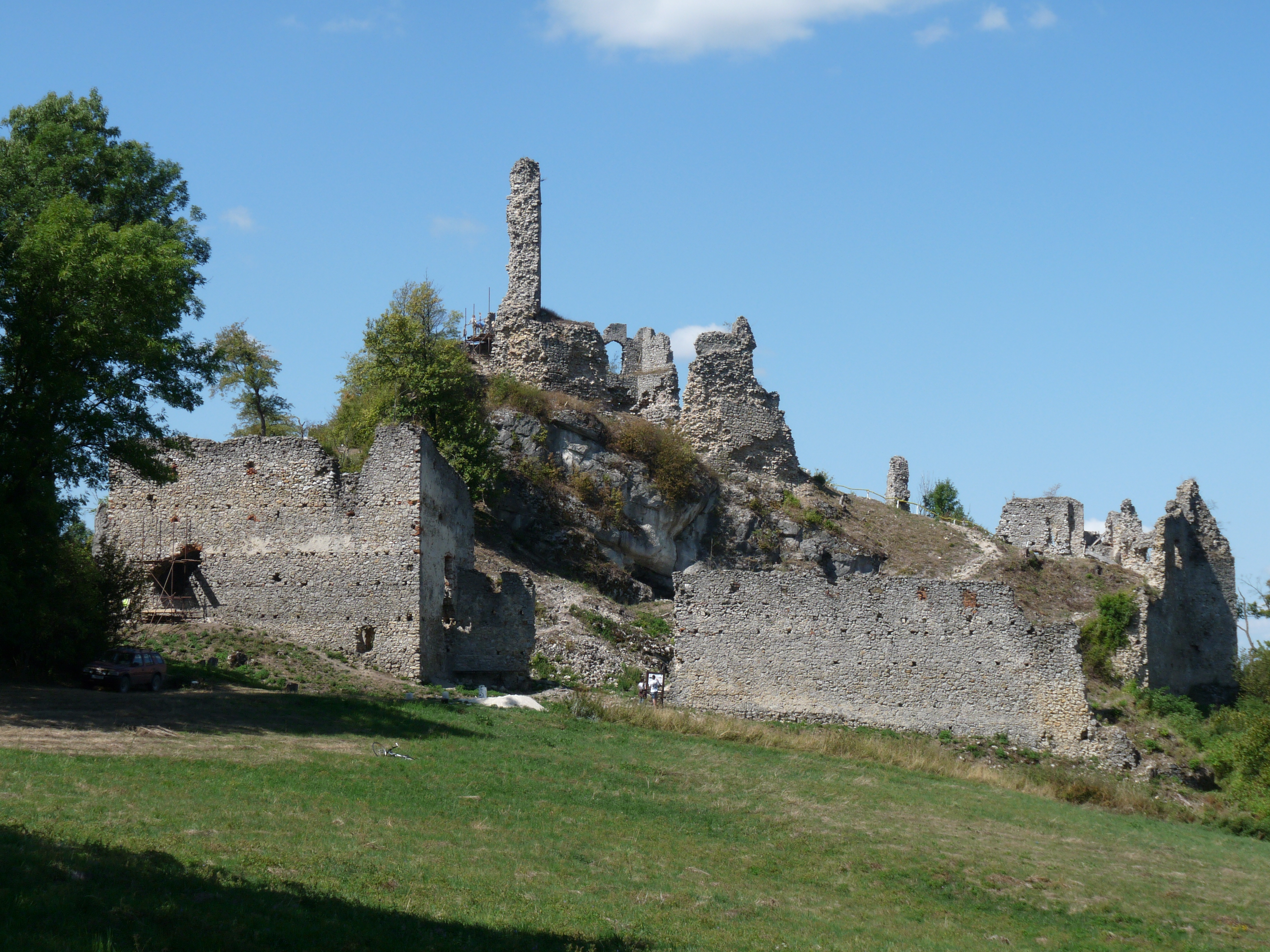
Ruine der Burg Korlátka

Die Burg Korlátka (deutsch: Burg Konradstein) befindet sich in Cerová, Slowakei. Sie war eine Grenzburg des Königreichs Ungarn. Sie ist heute verfallen.
Die Burg Konradstein wurde Mitte des 13. Jahrhunderts zum Schutz der Westgrenze Ungarns erbaut und 1289 zuerst urkundlich erwähnt. Im Jahre 1315 fand eine Renovierung der Burg statt und wurde 1394 von König Sigismund an Herzog Stibir von Stiborice verschenkt.
In der zweiten Hälfte des 16. Jahrhunderts wurde die Burg noch einmal verstärkt. 1700 wurde die bewohnte Oberburg dann schließlich verlassen und die Besitzer zogen in das Schloss der Vorburg um.